# Нацртај ми причу
Нацртај ми причу (шп. Una Mà de Contes) је шпанска дечја илустрована ТВ серија чији је творац Мануел Баријос. Урађена је у продукцији каталонске телевизије ТВ 3. Серија је намењена је деци узраста од 4 до 9 година.
Она показује деци како се приче илуструју, док се чује глас наратора, који прича прилагођену верзију приче. Паралелно са причањем приче, овде се обухватају теме попут животиња, путовања, кувања, итд. Процес илустровања и нарације су пажљиво укомбиновани и праћени музиком, која се посебно компонује за сваку епизоду.
Сврха програма јесте да се стимулише машта и креативност код деце, кроз различите материјале и технике илустрације (водене боје, колаж, сликање, итд.) а затим и да се деца инспиришу да сама покушају да илуструју и интерпретирају приче.
Серија је приказивана широм Европе, САД, Азије и Јужне Америке и вишеструко је награђивана на бројним међународним фестивалима образовних дечјих садржаја.
У Србији серија је са премијерним емитовањем кренула 2017. године на другом програму Радио-телевизије Војводине, а нешто касније и на првом, синхронизована на српски језик. Синхронизацију је радила сама телевизија. Наратор у српској синхронизацији била је Милана Вранешевић. Као јунаци из бајки, у појединим епизодама, Милани Вранешевић придружили су се Никола Милаковић и Вида Јовић .